# Douglas, Alabama
Douglas là một thị trấn thuộc quận Marshall, tiểu bang Alabama, Hoa Kỳ. Dân số năm 2009 là 632 người, mật độ đạt 72 người/km².